# Lista över byggnadsminnen i Västerbottens län
Förteckning över byggnadsminnen i Västerbottens län.

## Lycksele kommun
| Namn                                      | Ursprunglig funktion         | Byggår  | Arkitekt                        | Plats    | Läge               | Anläggnings-ID | Bild                                    |
| ----------------------------------------- | ---------------------------- | ------- | ------------------------------- | -------- | ------------------ | -------------- | --------------------------------------- |
| Gamla folkskolan i Lycksele (Magistern 1) | Skola, Folkskola (1 byggnad) | 1891–93 | Carl Fridolf Engelbert Sandgren | Lycksele | 64.59461, 18.67435 |                | Ladda upp en till bild av denna byggnad |

## Nordmalings kommun
| Namn                          | Ursprunglig funktion        | Byggår    | Arkitekt | Plats              | Läge               | Anläggnings-ID | Bild                                    |
| ----------------------------- | --------------------------- | --------- | -------- | ------------------ | ------------------ | -------------- | --------------------------------------- |
| Levar Hotell (Levar 4:19)     | Gästgivargård (2 byggnader) | 1827      |          | Nordmaling (Levar) | 63.57072, 19.52499 |                | Ladda upp en till bild av denna byggnad |
| Tallbergsbron (Tallberg 3:32) | Bro (1 byggnad)             | 1916-1919 |          | Nyåker             | 63.79396, 19.34829 |                | Ladda upp en till bild av denna byggnad |

## Norsjö kommun
| Namn                                   | Ursprunglig funktion       | Byggår | Arkitekt | Plats      | Läge               | Anläggnings-ID | Bild                               |
| -------------------------------------- | -------------------------- | ------ | -------- | ---------- | ------------------ | -------------- | ---------------------------------- |
| Dahlbergsgården (Bastutjärn 1:27-28)   | Nybyggargård (7 byggnader) | 1826   |          | Bastutjärn | 64.94753, 19.60128 |                | Ladda upp en bild av denna byggnad |
| Rundloge i Kvammarnäs (Kvammarnäs 1:9) | Bondgård (1 byggnad)       | 1853   |          | Kvammarnäs | 64.95244, 19.26701 |                | Ladda upp en bild av denna byggnad |

## Robertsfors kommun
| Namn                                             | Ursprunglig funktion                               | Byggår        | Arkitekt                        | Plats     | Läge               | Anläggnings-ID | Bild                                    |
| ------------------------------------------------ | -------------------------------------------------- | ------------- | ------------------------------- | --------- | ------------------ | -------------- | --------------------------------------- |
| Dalkarlså herrgård (Dalkarlså 10:2)              | Lanthandel, herrgård, bruksherrgård (3 byggnader)  | 1817 och 1845 | Johan Anders Linder             | Dalkarlså | 64.04479, 20.85673 |                | Ladda upp en till bild av denna byggnad |
| Mareografen i Ratan (Ratahamn 1:3)               | Mareograf (1 byggnad)                              | 1891          |                                 | Ratan     | 63.99138, 20.89042 |                | Ladda upp en till bild av denna byggnad |
| Portbyggnaden på Bygdeborg (Skinnarbyn 5:12)     | Boställe, officersboställe (1 byggnad)             | 1690          |                                 | Bygdeå    | 64.06051, 20.85484 |                | Ladda upp en till bild av denna byggnad |
| Rataskärs båk (Stensäter 1:46)                   | Båk (1 byggnad)                                    | 1828          |                                 | Ratan     | 63.99257, 20.89608 |                | Ladda upp en till bild av denna byggnad |
| Tingshuset i Ånäset (Nybyn 47:1, f.d. Domaren 1) | Tingshus, arrest och häkte, boställe (2 byggnader) | 1896–1902     | Carl Fridolf Engelbert Sandgren | Ånäset    | 64.27678, 21.03887 |                | Ladda upp en till bild av denna byggnad |
| Tullgården i Ratan (Ratahamn 1:3)                | Tullhus och tullstation (1 byggnad)                | 1861          | A Gadelius                      | Ratan     | 63.98988, 20.88645 |                | Ladda upp en till bild av denna byggnad |

## Skellefteå kommun
| Namn                                                                                                  | Ursprunglig funktion                                        | Byggår                            | Arkitekt | Plats                       | Läge                 | Anläggnings-ID | Bild                                    |
| --- | ----------------------------------------------------------- | --------------------------------- | -------- | --------------------------- | -------------------- | -------------- | --------------------------------------- |
| Rijfska gården, Kusmark (Kusmark 16:15; f.d. 16:3)                                                    | Bondgård (3 byggnader)                                      | 1790-talet                        |          | Kusmark                     | 64.88075, 20.77871   |                | Ladda upp en till bild av denna byggnad |
| Stationshuset och perrongtaket, Jörn (Västra Jörnsmarken 1:28 och 1:31)                               | Järnvägsstation (2 byggnader)                               | 1894                              |          | Jörn                        | 65.05412, 20.03047   |                | Ladda upp en till bild av denna byggnad |
| Anderstorps gård (Anderstorpsgården 3; f.d. Hedensbyn 13:49 och 13:57, Hedensbyn 13:89)               | Bondgård (5 byggnader)                                      | 1874 eller senare                 |          | Skellefteå                  | 64.74576, 20.98453   |                | Ladda upp en till bild av denna byggnad |
| Bonnstan (Skellefteå kyrkstad) (Kaplansbordet 2:4, Klockarbordet 1:6, Prästbordet 1:50 och 8:1 m.fl.) | Kyrkstad, lappstad (inga registrerade byggnader)            | 1600-talets början eller tidigare |          | Skellefteå (Kyrkstadsvägen) | 64.75121, 20.93002   |                | Ladda upp en till bild av denna byggnad |
| Byske kyrkstad (Byske 7:2)                                                                            | Kyrkstad (8 byggnader)                                      | 1870-talet                        |          | Byske                       | 64.95633, 21.19394   |                | Ladda upp en till bild av denna byggnad |
| Drängsmarks vatten- och ångsåg (Drängsmark S:4 (Samfälld mark till Drängsmarks by))                   | Såg (2 byggnader)                                           | 1895                              |          | Drängsmark                  | 64.93419, 20.95603   |                | Ladda upp en till bild av denna byggnad |
| Ekorren 4 (Garvare Anderssons gård) (Ekorren 4)                                                       | Borgargård, hantverkargård (1 byggnad)                      | 1857                              |          | Skellefteå                  | 64.75019, 20.94567   |                | Ladda upp en till bild av denna byggnad |
| Finnfors gamla kraftstation (Granfors 1:8)                                                            | Kraftverk (2 byggnader)                                     | 1906-08                           |          | Finnforsfallet              | 64.79306, 20.33778   |                | Ladda upp en till bild av denna byggnad |
| Garveri i Hembyn (Bursiljum 1:20)                                                                     | Garveri (1 byggnad)                                         | 1840-talet                        |          | Bursiljum                   | 64.48519, 20.86293   |                | Ladda upp en bild av denna byggnad      |
| Gåsörens fyr (Gåsören 1:2)                                                                            | Fyrplats (3 byggnader)                                      | 1881                              |          | Skelleftehamn               | 64.66327, 21.31769   |                | Ladda upp en bild av denna byggnad      |
| Lejonströmsbron, (Skellefteå Prästbord 1:50; f.d. 8:8)                                                | Bro (1 byggnad)                                             | 1737                              |          | Skellefteå                  | 64.74998, 20.91365   |                | Ladda upp en till bild av denna byggnad |
| Långlogen i Anderstorp (Sörböle 2:2; f.d. Böle 2:2)                                                   | Bondgård (1 byggnad)                                        | 1795                              |          | Skellefteå                  | 64.74398, 20.96125   |                | Ladda upp en till bild av denna byggnad |
| Majorsbostället Nyborg (Skellefteå 4:1; f.d. 2:61 och stadsäga 1387)                                  | Boställe, officersboställe (4 byggnader)                    | 1764                              |          | Skellefteå                  | 64.75000, 20.93752   |                | Ladda upp en till bild av denna byggnad |
| Markstedtska gården (Falken 5; f.d. 1)                                                                | Bostadshus (1 byggnad)                                      | 1881                              |          | Skellefteå                  | 64.75002, 20.94530   |                | Ladda upp en till bild av denna byggnad |
| Nybygget Rismyrliden (Skellefteå-Rismyrliden 1:1-2)                                                   | Nybyggargård (13 byggnader)                                 | 1825                              |          | Rismyrliden                 | 64.71911, 20.30451   |                | Ladda upp en till bild av denna byggnad |
| Repslageriet på Storkåge (Storkåge 16:65; f.d. Storkåge 12:15)                                        | Repslageri (1 byggnad)                                      | 1910                              |          | Kåge                        | 64.83414, 20.99727   |                | Ladda upp en till bild av denna byggnad |
| Strömsholms herrgård (Bureå 8:32)                                                                     | Herrgård, bruksherrgård (2 byggnader)                       | 1855                              |          | Bureå                       | 64.61920, 21.16033   |                | Ladda upp en bild av denna byggnad      |
| Åbacka paviljong (Bureå 7:40; f.d. 7:49)                                                              | Träindustri, sågverk, boställe, disponentbostad (1 byggnad) | 1897                              |          | Bureå                       | 64.61781, 21.17222   |                | Ladda upp en till bild av denna byggnad |
| Östra och västra gathusen (Haren 9)                                                                   | Borgargård, handelsgård (2 byggnader)                       | 1848                              |          | Skellefteå                  | 64.75002, 20.94882   |                | Ladda upp en till bild av denna byggnad |
| Bostadshus med Fotoateljé (Burträsks-Gammelbyn 102:5)                                                 | Bostadshus, Fotoateljé (1 byggnad)                          | 1906                              |          | Burträsk                    | 64.311940, 20.391905 |                | Ladda upp en bild av denna byggnad      |

## Sorsele kommun
| Namn                               | Ursprunglig funktion        | Byggår                | Arkitekt | Plats         | Läge               | Anläggnings-ID | Bild                                    |
| ---------------------------------- | --------------------------- | --------------------- | -------- | ------------- | ------------------ | -------------- | --------------------------------------- |
| Zakrisbo (Sorseleskogen 1:1)       | Nybyggargård (11 byggnader) | 1908                  |          | Sorsele       | 65.40122, 17.50819 |                | Ladda upp en till bild av denna byggnad |
| Åkernäs (Kronoöverloppsmarken 1:1) | Nybyggargård (7 byggnader)  | 1848 tidigast (okänt) |          | Överst-Juktan | 65.70987, 16.24739 |                | Ladda upp en bild av denna byggnad      |
| Örnbo (Kronoöverloppsmarken 1:1)   | Nybyggargård (6 byggnader)  | 1914                  |          | Ammarnäs      | 65.94735, 16.32184 |                | Ladda upp en till bild av denna byggnad |

## Storumans kommun
| Namn                                                           | Ursprunglig funktion          | Byggår     | Arkitekt | Plats    | Läge               | Anläggnings-ID | Bild                                    |
| -------------------------------------------------------------- | ----------------------------- | ---------- | -------- | -------- | ------------------ | -------------- | --------------------------------------- |
| F.d. Järnvägshotellet, Storuman (Kulturen 2; f.d. Luspen 11:2) | Bibliotek, hotell (1 byggnad) | 1924       |          | Storuman | 65.09648, 17.11477 |                | Ladda upp en till bild av denna byggnad |
| Stationshuset, Storuman (Luspen 1:65)                          | Järnvägsstation (1 byggnad)   | 1920-talet |          | Storuman | 65.09654, 17.11241 |                | Ladda upp en till bild av denna byggnad |

## Umeå kommun
| Namn | Ursprunglig funktion                                         | Byggår           | Arkitekt                                         | Plats         | Läge               | Anläggnings-ID | Bild                                                                      |
| --- | ------------------------------------------------------------ | ---------------- | ------------------------------------------------ | ------------- | ------------------ | -------------- | ------------------------------------------------------------------------- |
| von Ahnska magasinet (Vikingen 3, f.d. Vikingen 2 och kv. Köpmannen)                                        | Borgargård, handelsgård (1 byggnad)                          | 1887             | Carl Fridolf Engelbert Sandgren                  | Umeå          | 63.82602, 20.25356 |                | Ladda upp en till bild av denna byggnad                                   |
| Angården (Angården 1, f.d. stadsäga 277)                                                                    | Borgargård (1 byggnad)                                       | 1791             |                                                  | Umeå          | 63.83599, 20.18149 |                | Ladda upp en till bild av denna byggnad                                   |
| Arbetarbostäderna på Västerbacken (Strandberget 1 o Västerbacken 1-2; f.d. Stadsäga 654 Fo 617 A och 619 A) | Bruk (8 byggnader)                                           | 1800-talets mitt |                                                  | Holmsund      | 63.70546, 20.35189 |                | Ladda upp en till bild av denna byggnad                                   |
| Aschanska villan (Ägir 12)                                                                                  | Bostadshus (1 byggnad)                                       | 1906             | Ragnar Östberg                                   | Umeå          | 63.82385, 20.26428 |                | Ladda upp en till bild av denna byggnad                                   |
| Bagare Thillmans gård 1 (Brogård 1)                                                                         | Bostadshus (1 byggnad)                                       | 1871             |                                                  | Umeå          | 63.82726, 20.25104 |                | Ladda upp en till bild av denna byggnad                                   |
| Baggböle herrgård (Baggböle 3:30, f.d. 3:8)                                                                 | Herrgård, bruksherrgård (1 byggnad)                          | 1846             | Johan Anders Linder                              | Baggböle      | 63.84034, 20.11701 |                | Ladda upp en till bild av denna byggnad                                   |
| Bankhuset (Handelsbanken), Umeå (Ägir 7)                                                                    | Bank (1 byggnad)                                             | 1857             |                                                  | Umeå          | 63.82447, 20.26351 |                | Ladda upp en till bild av denna byggnad                                   |
| Berguddens fyrplats (Bergudden 1:1)                                                                         | Fyrplats (8 byggnader)                                       | 1896             |                                                  | Holmön        | 63.79099, 20.83721 |                | Ladda upp en till bild av denna byggnad                                   |
| Bredskärssunds nedre fyr (Obbola S:97)                                                                      | Fyrplats (1 byggnad)                                         | 1895             | Albert Lundberg                                  | Obbola        | 63.66186, 20.31368 |                | Ladda upp en till bild av denna byggnad                                   |
| Böle överstelöjtnantsboställe (Bölegård 5; f.d. Böle 6:28)                                                  | Boställe, officersboställe (2 byggnader)                     | 1761             |                                                  | Umeå          | 63.82309, 20.23595 |                | Ladda upp en till bild av denna byggnad                                   |
| Cellfängelset, Umeå (Cellfängelset 1, f.d. Älvsbacka 8)                                                     | Kriminalvårdsanstalt (3 byggnader)                           | 1861             | Vilhelm Theodor Ankarsvärd                       | Umeå          | 63.82239, 20.27546 |                | Se fler bilder av denna byggnad · Ladda upp en till bild av denna byggnad |
| Folkskoleseminariet i Umeå (Hugin 3, f.d. Hugin 1, 4)                                                       | Skola, högskola (2 byggnader)                                | 1925             | Gustav Holmdahl                                  | Umeå          | 63.82676, 20.27841 |                | Ladda upp en till bild av denna byggnad                                   |
| Frälsningsarméns samlingslokal, Umeå (Ymer 2)                                                               | Biograf (1 byggnad)                                          | 1918             | Nils Nordén                                      | Umeå          | 63.82694, 20.25770 |                | Ladda upp en till bild av denna byggnad                                   |
| Färgare Höglanders gård (Färgaren 1)                                                                        | Bostadshus (1 byggnad)                                       | 1882             | Gustav Axel Pettersson                           | Umeå          | 63.82635, 20.25520 |                | Ladda upp en till bild av denna byggnad                                   |
| Gamla lasarettet, Umeå (Sandåkern 3)                                                                        | Sjukhus (3 byggnader)                                        | 1785             |                                                  | Umeå          | 63.82705, 20.24814 |                | Ladda upp en till bild av denna byggnad                                   |
| Gamla riksbanken, Umeå (Höder 7)                                                                            | Kombinerad telegraf-, riksbanks- och postbyggnad (1 byggnad) | 1900             | Fredrik Olaus Lindström                          | Umeå          | 63.82464, 20.26587 |                | Ladda upp en till bild av denna byggnad                                   |
| Gamla slöjdskolan, Umeå (Slöjdaren 3; f.d. 1)                                                               | Skola (1 byggnad)                                            | 1879             | F. R. Ekberg                                     | Umeå          | 63.82684, 20.25239 |                | Ladda upp en till bild av denna byggnad                                   |
| Gamla tullmagasinet, Umeå (Brage 6)                                                                         | Tullmagasin (1 byggnad)                                      | 1901             | Erik Olof Mångberg                               | Umeå          | 63.82500, 20.25845 |                | Ladda upp en till bild av denna byggnad                                   |
| Holmögadds fyrplats (Holmögadd 1:1)                                                                         | Fyrplats (1 byggnad)                                         | 1854             |                                                  | Holmögaddarna | 63.59408, 20.75228 |                | Ladda upp en bild av denna byggnad                                        |
| Hovrätten för Övre Norrland (Läraren 1)                                                                     | Skola, seminarium, hovrätt (1 byggnad)                       | 1887             | Johan Nordquist                                  | Umeå          | 63.82693, 20.25447 |                | Ladda upp en till bild av denna byggnad                                   |
| Hörnefors bruk (Hörneå 8:739, 70:1-2 ,f.d. Prästen 1-2)                                                     | Bruk (3 byggnader)                                           | 1700-talets slut |                                                  | Hörnefors     | 63.63537, 19.91542 |                | Ladda upp en till bild av denna byggnad                                   |
| I 20:s etablissement (Stadsliden 3:10)                                                                      | Kasernetablissemang (14 byggnader)                           | 1909             | Erik Josephson                                   | Umeå          | 63.83543, 20.26105 |                | Ladda upp en till bild av denna byggnad                                   |
| Klabböle kraftverk (Klabböle 15:1 och 3:9)                                                                  | Kraftverk (1 byggnad)                                        | 1899             |                                                  | Umeå          | 63.83551, 20.11684 |                | Ladda upp en till bild av denna byggnad                                   |
| Kägelbanan på Norrbyskär (Norrbyn 4:20)                                                                     | Såg, kägelbana (1 byggnad)                                   | 1899             |                                                  | Norrbyskär    | 63.55742, 19.86990 |                | Ladda upp en till bild av denna byggnad                                   |
| Lektor Waldenströms hus (Vidar 3)                                                                           | Bostadshus (1 byggnad)                                       | 1890             |                                                  | Umeå          | 63.82443, 20.27222 |                | Ladda upp en till bild av denna byggnad                                   |
| Löjtnant Grahns gård (Slöjdaren 2)                                                                          | Bostadshus (1 byggnad)                                       | 1882             | Johan Nordquist                                  | Umeå          | 63.82673, 20.25309 |                | Ladda upp en till bild av denna byggnad                                   |
| Moritzska gården (Härmod 1)                                                                                 | Bostadshus, Bostadshus med lokal (1 byggnad)                 | 1891             | Carl Fridolf Engelbert Sandgren                  | Umeå          | 63.82395, 20.27017 |                | Ladda upp en till bild av denna byggnad                                   |
| Norrfors herrgård (Norrfors 6:23, f.d. 6:22)                                                                | Herrgård (1 byggnad)                                         | 1846             |                                                  | Sörfors       | 63.88090, 20.02766 |                | Ladda upp en till bild av denna byggnad                                   |
| Länsresidenset i Umeå (Riddarborgen 2)                                                                      | Residens (1 byggnad)                                         | 1915-1917        | Fredrik Ekholm, Ludwig Peterson                  | Umeå          | 63.82273, 20.27270 |                | Ladda upp en till bild av denna byggnad                                   |
| Ringstrandska villan (Tyr 1)                                                                                | Bostadshus (2 byggnader)                                     | 1899             | Gustaf Lindgren (1899), Gustaf Hermansson (1907) | Umeå          | 63.82359, 20.27242 |                | Ladda upp en till bild av denna byggnad                                   |
| Ripan 1 (Ripan 1)                                                                                           | Bostadshus (2 byggnader)                                     | 1870-talet       | Gustav Axel Pettersson                           | Umeå          | 63.82371, 20.27724 |                | Ladda upp en till bild av denna byggnad                                   |
| Ripan 3 (Ripan 3)                                                                                           | Bostadshus (1 byggnad)                                       | 1870-talet       | Gustav Axel Pettersson                           | Umeå          | 63.82342, 20.27803 |                | Ladda upp en till bild av denna byggnad                                   |
| Rådhuset, Umeå (Umeå 6:2, f.d. Rådhuset)                                                                    | Rådhus, tingshus (1 byggnad)                                 | 1888             | Fredrik Olaus Lindström                          | Umeå          | 63.82530, 20.26278 |                | Ladda upp en till bild av denna byggnad                                   |
| Scharinska villan (Härmod 9)                                                                                | Bostadshus (2 byggnader)                                     | 1905             | Ragnar Östberg                                   | Umeå          | 63.82377, 20.27104 |                | Ladda upp en till bild av denna byggnad                                   |
| Seminariet för huslig utbildning, Umeå (Hugin 2, f.d. 1)                                                    | Skola, högskola (1 byggnad)                                  | 1953-1960        | Nils Tesch                                       | Umeå          | 63.82637, 20.27437 |                | Ladda upp en till bild av denna byggnad                                   |
| Smörasken (Vikingen 2; f.d. Vikingen 1)                                                                     | Bank (1 byggnad)                                             | 1877             | Axel Cederberg                                   | Umeå          | 63.82610, 20.25494 |                | Ladda upp en till bild av denna byggnad                                   |
| Sparbankshuset, Umeå (Odin 3)                                                                               | Bank (1 byggnad)                                             | 1917             | Torben Grut                                      | Umeå          | 63.82541, 20.26154 |                | Ladda upp en till bild av denna byggnad                                   |
| Stationshuset Umeå (Umeå 3:1)                                                                               | Järnvägsstation (1 byggnad)                                  | 1896             | Folke Zettervall                                 | Umeå          | 63.82996, 20.26689 |                | Ladda upp en till bild av denna byggnad                                   |
| Tegsgården (Backsvalan 5, f.d. Västerteg 15:16)                                                             | Borgargård (1 byggnad)                                       | 1825             |                                                  | Umeå          | 63.81561, 20.26367 |                | Ladda upp en till bild av denna byggnad                                   |

1. G:a telegrafbyggnaden, Umeå[källa behövs]

## Vilhelmina kommun
| Namn                                                 | Ursprunglig funktion                         | Byggår           | Arkitekt | Plats       | Läge                 | Anläggnings-ID | Bild                                    |
| ---------------------------------------------------- | -------------------------------------------- | ---------------- | -------- | ----------- | -------------------- | -------------- | --------------------------------------- |
| Skollägdan 11 (Skollägdan 11)                        | Bostadshus, Bostadshus med lokal (1 byggnad) | 1898             |          | Vilhelmina  | 64.62865, 16.64849   |                | Ladda upp en till bild av denna byggnad |
| Dainanäs fjällägenhet (Dainan 1:1)                   | Nybyggargård (7 byggnader)                   | 1894             |          | Stor-Dainan | 64.93038, 16.12176   |                | Ladda upp en bild av denna byggnad      |
| Oräddska gården (Norgefarargården) (Klimpfjäll 1:73) | Nybyggargård (1 byggnad)                     | 1800-talets slut |          | Klimpfjäll  | 65.06247, 14.79559   |                | Ladda upp en bild av denna byggnad      |
| Ricklundsgården i Saxnäs (Saxnäs 3:1)                | Bostadshus(5 byggnader)                      | 1949             |          | Saxnäs      | 64.581611, 15.212214 |                | Ladda upp en bild av denna byggnad      |

## Vindelns kommun
| Namn                                                                                       | Ursprunglig funktion                                 | Byggår | Arkitekt | Plats   | Läge               | Anläggnings-ID | Bild                                    |
| ------------------------------------------------------------------------------------------ | ---------------------------------------------------- | ------ | -------- | ------- | ------------------ | -------------- | --------------------------------------- |
| Gamla Tingshuset i Vindeln (Degerfors Gamla Tingshus) (Kyrkoherden 1; f.d. Degerfors 30:1) | Tingshus, Telegrafstation och televerk (3 byggnader) | 1816   |          | Vindeln | 64.19325, 19.70933 |                | Ladda upp en till bild av denna byggnad |
| Åströmska gården (Degerfors 1:14 (del av))                                                 | Bondgård (3 byggnader)                               | 1862   |          | Vindeln | 64.19545, 19.71418 |                | Ladda upp en till bild av denna byggnad |

## Vännäs kommun
| Namn                                | Ursprunglig funktion                          | Byggår | Arkitekt         | Plats  | Läge               | Anläggnings-ID | Bild                                    |
| ----------------------------------- | --------------------------------------------- | ------ | ---------------- | ------ | ------------------ | -------------- | --------------------------------------- |
| Stationshuset, Vännäs (Vännäs 51:1) | Järnvägsstation (1 byggnad)                   | 1891   | Folke Zettervall | Vännäs | 63.90856, 19.75006 |                | Ladda upp en till bild av denna byggnad |
| Vännäs läger, Fridhem (Fridhem 1)   | Mötes-, exercis- och lägerplats (4 byggnader) | 1900   |                  | Vännäs | 63.90977, 19.73893 |                | Ladda upp en till bild av denna byggnad |
| Vännäs läger (Vännäs 50:30)         | Mötes-, exercis- och lägerplats (5 byggnader) | 1900   |                  | Vännäs | 63.90923, 19.73337 |                | Ladda upp en till bild av denna byggnad |

## Åsele kommun
| Namn                                                             | Ursprunglig funktion        | Byggår       | Arkitekt      | Plats   | Läge               | Anläggnings-ID | Bild                               |
| ---------------------------------------------------------------- | --------------------------- | ------------ | ------------- | ------- | ------------------ | -------------- | ---------------------------------- |
| Länsmansgården, Åsele kommun (Gäddan 1, f.d. Åsele 2:100)        | Tjänstebostad (2 byggnader) | 1860-talet   |               | Åsele   | 64.16424, 17.36131 |                | Ladda upp en bild av denna byggnad |
| Torvsjö kvarnar (Torvsjö 1:16, f.d. Kvarnsamfälligheten litt G1) | Kvarn (13 byggnader)        | 1850 (cirka) |               | Torvsjö | 64.37351, 17.25933 |                | Ladda upp en bild av denna byggnad |
| Åsele bryggeri (Bryggaren 1, f.d. Åsele 2:25)                    | Bryggeri (1 byggnad)        | 1888         | Johan Vikberg | Åsele   | 64.16145, 17.35955 |                | Ladda upp en bild av denna byggnad |